# جون كينيدي (دراج)
جون كينيدي (بالإنجليزية: John Kennedy)‏ هو دراج بريطاني، ولد في 23 مايو 1931 في غلاسكو في المملكة المتحدة، وتوفي في 13 يوليو 1989 في بودروم في تركيا.

## وصلات خارجية
- جون كينيدي على موقع أرشيف الدراجات (الإنجليزية)
- جون كينيدي على موقع إحصائيات الدراجات الإحترافية (الإنجليزية)